# Wezwanie (film 1976)
Wezwanie (tyt. oryg. Thirrja) – albański film fabularny z roku 1976 w reżyserii Fehmi Hoshafiego, na motywach powieści Zjarre (Ogień) Sterjo Spasse.

## Opis fabuły
Akcja filmu rozgrywa się współcześnie, w okresie albańskiej rewolucji kulturalnej (rewolucjonizacji). Weterynarz Kujtim Morava rozpoczyna pracę w małej wsi na północy Albanii, gdzie nadal obowiązują reguły prawa zwyczajowego. Po ogłoszeniu w roku 1967 Albanii państwem ateistycznym główny bohater jest inicjatorem akcji niszczenia miejscowego kościoła katolickiego, który stanowi w jego przekonaniu główny ośrodek zacofania.
Film realizowany z udziałem pracowników kołchozów w Postrybie i Kopliku k. Szkodry.

## Obsada
- Astrit Çerma jako Kujtim
- Liri Lushi jako sekretarka
- Ndrek Luca jako Vata
- Albert Verria jako Lec Kabashi
- Nikolin Xhoja jako Leka
- Vangjel Heba jako Dom Gjoni
- Tinka Kurti jako Mrika
- Lutfi Hoxha jako Ndue
- Viktor Bruçeti jako przewodniczący kołchozu